# Huallpa Rimachi
Apu Huallpa Rimachi (du quechua Wallpa Rimachi), né vers 1400, est un architecte inca qui fut au service de Pachacutec ou Tupac Yupanqui pour la construction de la forteresse de Sacsayhuamán. Pachacutec chargea Huallpa Rimachi de la construire à son initiative, pour la protection de Cuzco. L’archéologue et historienne María Rostworowski pense en revanche que la forteresse servait à des fins purement symboliques. Il eut besoin de l'aide des architectes cusquéniens Inca Maricachi, Acahuana Inca et Calla Cunchuy,.

Il mourut avant que la forteresse ne soit achevée. À cause de son exploit, il reçut le nom d’Apu, ce qui signifie capitaine ou supérieur. Pour expliquer ce chantier, l'archéologie expérimentale envisage une « œuvre sacrée » où plus de 20 000 hommes travaillèrent pendant plus de 50 ans à rouler les blocs sur des galets, à les sculpter pour qu'ils s'ajustent, à entasser les galets en rampes pour élever les blocs en hauteur grâce à d'autres blocs servant de contrepoids, puis à démonter les rampes. Exploit si étonnant pour une civilisation qui n'employait pas la roue, que le conquistador espagnol Sancho Pedro de la Hoz écrit en 1533:  

« Dans tout le pays, vous ne trouverez pas de murailles aussi magnifiques. Elles sont composées de pierres si grandes, que personne ne peut croire qu'elles y aient été amenées par des êtres humains... Ni l'aqueduc de Ségovie, ni aucune autre construction réalisée par Hercule ou par les Romains ne peut être comparée à celle-ci. »